# NGC 3691
NGC 3691 is een balkspiraalstelsel in het sterrenbeeld Leeuw. Het hemelobject werd op 14 maart 1784 ontdekt door de Duits-Britse astronoom William Herschel.

## Synoniemen
- UGC 6464
- MCG 3-29-53
- ZWG 96.50
- ARAK 294
- IRAS 11255+1711
- PGC 35292